# Urban Hansen
Urban Willy Tage Hansen (23. oktober 1908 i København – 24. juli 1986 i Solrød) var en dansk socialdemokratisk politiker, der 1962–1976 var Københavns Kommunes overborgmester. I hans tid blev velfærdssamfundet opbygget, og der blev bygget nye bydele i København som Urbanplanen på Amager, der er opkaldt efter overborgmesteren, og Tingbjerg. I hans tid blev sporvognene afskaffet i København.

## Biografi
Urban Hansen var søn af lokomotivfører M.F.A Hansen (død 1962) og hustru Kirsten Rasmine f. Jørgensen (død 1957). Han tog realeksamen 1925 og fik sin uddannelse på Næstved Kommunekontor og arbejdede her fra 1925 til 34. Han var ansat i arbejderbevægelsen til 1956, bl.a. i Alka Forsikring fra 1934 og Arbejderbevægelsens Informations Central 1947.
Hansen var medlem af Landstinget i 1953 og af Folketinget (Køgekredsen) for Socialdemokratiet 1953-56.  1946-56 var han medlem af Københavns Borgerrepræsentation, hvor han var formand for den socialdemokratiske gruppe 1954-56. Han valgt til borgmester for Magistratens 3. afdeling (socialborgmester) i 1956 (fra 1962 til 76 som overborgmester).
Han lagde især vægt på bysanering og opførelse af socialt boligbyggeri som Urbanplanen. Der skulle også have været bygget almene boliger på Bådsmandsstrædes Kaserne på Christianshavn, men det forhindrede oprettelsen af Christiania i 1971. I hans periode var der store infrastrukturelle projekter, der ville have ændret byens ansigt for altid, bl.a. Søringen og City Plan Vest (1968). De blev påbegyndt, men skrinlagt, da den økonomiske afmatning satte ind i 1970'erne. I samme periode ændrede kommunens ledelse politik med hensyn til sanering af Indre By. Store projekter som det kolossale Gutenberghus-kompleks, der fik lov at ekspandere i centrum på bekostning af gamle gadeforløb og huse, blev droppet og flyttet ud af byen. Det gælder f.eks. planerne om udbygning af DTU, der endte i Lundtofte.
Han var kredsformand og hovedbestyrelsesmedlem i Danmarks socialdemokratiske Ungdom 1928-34, medlem af bestyrelsen for Socialdemokratisk Forening i 9. kreds 1935-44, formand 1942-44 og formand for foreningen i 18. kreds 1944-54 og sekretær i fællesledelsen for København 1942-54; medlem af hovedbestyrelsen for Socialdemokratisk Forbund 1946-54 og 1957-71 og formand for Socialdemokratiet i Hovedstaden 1967-71.

## Øvrige tillidshverv
Han var også kommitteret for hovedbestyrelsen for Landsforeningen af tuberkuloseramte i Danmark, landsformand 1948-56; medl. af hovedbestyrelsen for Landsforeningen til Kræftens Bekæmpelse fra 1954; formand for Det Danske Hospitalsfond i Hamburg fra 1957; medlem af hovedbestyrelsen for Dansk Radiohjælpefond fra 1957, af repræsentantskabet for Ensomme Gamles Værn fra 1957, af bestyrelsen for Foreningen af 1837 fra 1960, af hovedbestyrelsen for Vanførefonden fra 1962, af Boligkommissionen fra 1962, af Sygehusberedskabsnævnet for Storkøbenhavn fra 1962; formand for Civilforsvarskommissionen for Storkøbenhavn og medlem af Civilforsvarsrådet fra 1962; formand for Københavns Skatteråd fra 1962; medlem af Københavns Havnebestyrelse fra 1963, af bestyrelsen for Københavns Rundskuedag fra 1963, af bestyrelsen og repræsentantskabet for I/S Datacentralen fra 1964, af repræsentantskabet for Københavns Turistforening fra 1964, af hovedbestyrelsen for Foreningen Norden fra 1964 og formand for Kbhs afd. fra 1965; ærespræsident for Dansk Østrigsk Selskab fra 1965; medlem af repræsentantskabet for Det Danske Luftfartselskab A/S fra 1965, af hovedbestyrelsen for Rigsforeningen til Gigtens Bekæmpelse fra 1966, af bestyrelsen for Zoologisk Have fra 1966; formand for trafikudvalget for Storkøbenhavn fra 1966; medlem af Trafikkommissionen fra 1967, af repræsentantskabet for institutionen Grønlændernes Hus fra 1967, af Danmarks Turistråds repræsentantskab fra 1967 samt Danmarks Turistråd fra 1973, af Egnsplanrådet fra 1967, af repræsentantskabet for prinsesse Margrethes jubilæumsfond fra 1969, medlem af Kommunernes Lønningsnævns hovedstadsafdeling samt formand for forretningsudvalget fra 1969; formand for Københavns Kommunes lønningsråd fra 1970, for Hovedstadskommunernes samråd fra 1970 og for Københavns kommunes samarbejdsnævn fra 1972; medlem af Trafikrådet fra 1973 og af Hovedstadsområdets Trafikselskabs repræsentantskab fra 1973 samt næstformand for Øresundsrådet.
Urban Hansen blev gift 23. oktober 1931 med Gudrun Larsen f. 20. november 1910 i Horne Sogn, Fyn, datter af tjener H.H. Larsen (død 1957) og hustru Kirstine f. Christiansen (død 1956).